# بهترین کارها (آلبوم کریس دی‌برگ)
بهترین کارها (به انگلیسی: Best Moves) اولین آلبوم تلفیقی کریس دی‌برگ است که توسط ای‌اندام رکوردز در سال ۱۹۸۱ منتشر شد. این آلبوم شامل ترانه‌هایی از پنج آلبوم اول او و هم‌چنین دو ترانهٔ جدید، «هر قطره‌ی باران» و «در انتظار توفان» است.

## فهرست ترانه‌ها
| شمارهٔ ترک | عنوان انگلیسی               | برگردان به فارسی             | زمان |
| --------- | --------------------------- | ---------------------------- | ---- |
| ۱         | The Traveller               | مسافر                        | ۴:۱۱ |
| ۲         | Every Drop of Rain          | هر قطرهٔ باران                | ۳:۳۳ |
| ۳         | In a Country Churchyard     | در حیاط کلیسای دهکده         | ۳:۵۶ |
| ۴         | Patricia The Stripper       | پاتریشیای رقاصه              | ۳:۲۰ |
| ۵         | Satin Green Shutters        | پرده‌های سبز اطلسی            | ۵:۰۲ |
| ۶         | Spanish Train               | قطار اسپانیایی               | ۵:۰۰ |
| ۷         | Waiting for the Hurricane   | در انتظار توفان              | ۴:۰۸ |
| ۸         | Broken Wings (Live Version) | بال‌های شکسته (اجرای زنده)    | ۴:۴۷ |
| ۹         | Lonely Sky                  | آسمان تنها                   | ۳:۵۲ |
| ۱۰        | A Spaceman Came Travelling  | آدم‌فضایی‌ای به گشت و گذار آمد | ۵:۱۰ |
| ۱۱        | Crusader                    | جنگ‌جوی صلیبی                 | ۸:۴۸ |